# Нафталанова нафта
Нафталана, нафталанова нафта — сорт нафти з родовища поблизу міста Нафталан в Азербайджані.
В практику офіційної медицини, з лікування шкірних хвороб вона увійшла в кінці 19 століття. 
Густа рідина чорно-бурого або коричневого кольору, має специфічний нафтовий запах. Нафталана має велику в'язкість, кислу реакцію, високу питому вагу. Вона використовується для Нафталанолікування при захворюваннях опорно-рухового апарату, шкіри, нервової системи, гінекологічних захворюваннях і інших  . Є різновидом теплового лікування  . Сама нафта і виготовлені з неї препарати застосовуються у вигляді нафталанових ванн (температури 36-38 ° С), пов'язок, зрошень, місцевого змазування в поєднанні з електро- і світлолікуванням  .
У місті Нафталан був створений однойменний бальнеологічний курорт  . Продукт був офіційно зареєстрований в Україні, проходять клінічні випробування в Німеччині, Чехії, Австрії .

## Історія родовища
У XIII столітті, відомий мандрівник Марко Поло, котрий подорожував Азербайджаном, згадував про нафталан в своєму трактаті «Про Велику Татарію»: «... там є великий колодязь з маслянистою речовиною, яким можна нав'ючити багато верблюдів. Вона вживається не для харчування, а для змазування при шкірних захворюваннях у людей і худоби, так само як і при інших недугах ».
Мандрівники із зарубіжних країн відвідували родовище. Верблюжими караванами вивозилася лікувальна нафта в Іран, Туреччину, Крим, Індію і в ін. країни в шкіряних мішках. У 1898 році в журналі «Лікар» опублікувала статтю «Про нафталан» російський професор-дерматолог А. І. Поспєлова. 
У XIX столітті нафталан добувався з неглибоких свердловин, які викопувалися вручну. У 1890 році першу свердловину заклав тут німецький інженер Е. І. Єгер. Спочатку він припускав освоїти комерційне виробництво нафталану як паливно-мастильного матеріалу, проте цю ідею не вдалося здійснити через технічну характеристики нафти і відсутності горючості у матеріалу. При цьому Е. І. Єгер звернув увагу, що, за розповідями очевидців, з давніх часів в штучно створених водоймах купалися люди. Отримавши результати лабораторних аналізів, він дізнався про лікувальні властивості цього продукту і вирішив побудувати невеличке підприємство з випуску мазі. Справа виявилася дуже успішною, і  мазь чудово продавалася за кордоном. Кожен японський солдат під час російсько-японської війни мав банку з нафталаном, що сприяє загоєнню рани і оберігає від обмороження. 
Перше офіційне повідомлення в Росії про застосування нафталана в лікувальних цілях було зроблено в 1896 році на засіданні Кавказького медичного товариства в Тифлісі лікарем Ф. Г. Розенбаумом, який вживав його при опіках, гострої і хронічної екземі, себореї, псоріазі, ранах і розтягненнях, болях ревматичного характеру. За його даними, нафталанова нафта прискорювала процес рубцювання, володіла антисептичну, протизапальну дію. 1920 році родовище було націоналізовано після встановлення в Азербайджані радянської влади. Завод з виробництва мазі був побудований в 1926 році, а дослідження дії мазі на організм людини і тварин почалося в 1928 році. Під час радянської влади були досліджені властивості нафталанової нафти, хімічний склад, було опубліковано понад 1000 наукових досліджень. 

## Склад нафталанової нафти
- Ароматичні вуглеводні - 10-15%
- Нафтенові вуглеводні - 50-55%
- Смолисті речовини - 14-15%
- Нафтенові кислоти - 1%
- Сірка - 0,25-0,7%
- Азотисті сполуки - 0,3%
- Мікроелементи (мідь, цинк, марганець, літій, бор, йод, бром та ін. ) [7]

## Лікувальні властивості
Лікувальні властивості нафталанової нафти наступні:
- протизапальна
- знеболююча
- фотозахисна
- розсмоктуюча
- регулює гормоноутворення
- судинорозширювальна
- фунгіцидна
- метаболічна
- адаптогенна

## Спектр лікувальної дії
Біологічний спектр нафталану висуває випадки вживання його в клінічній практиці.  
У артрології - при терапії поліартритів різноманітної етіології, остеохондрозу.
У неврології - для зцілення попереково - крижового і шийно-грудного радикуліту.
В оториноларингології - для лікування проблем з порушенням нюху.
В хірургії - для лікування опіків, травм нервової системи, трофічних виразок.
У гінекології - для лікування жіночої репродуктивної системи, в основному безпліддя.
У стоматології - при терапії пародонтозу.
В урології - при терапії безпліддя.
У дерматології - для лікування шкірних хвороб.

## Нафталанова мазь
У тюбику 25 грам, з них 70% складається з нафталанской нафти

## Лікарські форми
65 формул з нафталановою нафтою (мазі, пудри і т. д. ) були опубліковані в журналі Pharm. Zeitung в 1899 році. 